# Жайик (Акжаїцький район)
Жайи́к (каз. Жайық) — село у складі Акжаїцького району Західноказахстанської області Казахстану. Входить до складу Чапаєвського сільського округу.
У радянські часи село називалось Феофаново.
Населення — 559 осіб (2021; 614 у 2009, 774 у 1999, 878 у 1989).